# Seth Landqvist
Seth Landqvist, född 8 augusti 1882, död 2 april 1945, en svensk friidrottare (långdistanslöpning). Han tävlade för Fredrikshofs IF och Östermalms IF.
Landqvist deltog vid OS i London 1908 där han kom på nionde plats i löpning 5 engelska mil, bröt maratonloppet samt ställde upp på laglöpning 3 engelska mil slog sig inte in i det svenska laget.